# Берестовой, Виктор Иванович
Виктор Иванович Берестовой (род. 9 мая 1948, Гарбузово, Воронежская область) — советский, российский политический и государственный деятель; глава администрации Белгородской области (1991—1993), заместитель председателя Центрального банка РФ (с мая 2003 по июнь 2018).

## Биография
Родился 9 мая 1948 года в с. Гарбузово Алексеевского района Воронежской (ныне — Белгородской) области в семье колхозника.

### Образование и трудовая деятельность
Окончил Новооскольский совхоз-техникум в 1967 году, Воронежский сельскохозяйственный институт им. К. Д. Глинки по специальности «инженер-механик сельского хозяйства» в 1972 году, аспирантуру, Ростовскую Высшую партийную школу.
Трудовую деятельность начал в 1967 году начальником станции технического обслуживания автомобилей Ракитянского районного объединения «Сельхозтехника» Белгородской области. В 1972 году работал освобождённым секретарём комитета ВЛКСМ Воронежского сельскохозяйственного института. С 1972 по 1973 год служил в Советской Армии.
С 1973 по 1977 год — главный инженер колхоза «40 лет Октября»; в 1976 году вступил в КПСС. С 1977 по 1979 год — заместитель председателя колхоза «Победа», с 1979 по 1981 год — председатель колхоза «40 лет Октября» Алексеевского района Белгородской области. С 1981 по 1983 год — начальник Алексеевского районного управления сельского хозяйства.

### Политическая деятельность
С 1983 по 1988 год — первый секретарь Алексеевского горкома КПСС. С 1988 по 1991 год — второй секретарь Белгородского обкома КПСС. В 1990—1991 гг. — председатель Исполкома Белгородского областного Совета народных депутатов; одновременно с июля по ноябрь 1991 г. — председатель Белгородского областного Совета народных депутатов. Избирался народным депутатом России, был членом фракции «Коммунисты России».
В августе 1991 года выступил против ГКЧП и вышел из КПСС.
С 1991 по 1993 год — глава администрации Белгородской области. В сентябре 1993 года выступил против разгона Верховного Совета и поддержал Съезд народных депутатов; возражал против решения Б. Н. Ельцина о роспуске Верховного Совета и указа № 1400 «О поэтапной конституционной реформе в Российской Федерации». 11.10.1993 смещён с поста главы администрации Белгородской области за неисполнение указов президента и распоряжений правительства, за воспрепятствование осуществлению избирательных прав граждан.
В 1993 году был избран депутатом Государственной Думы первого созыва, входил во фракцию Аграрной партии России и в депутатскую группу «Российский путь», являлся заместителем председателя Комитета по организации работы Государственной Думы, членом Комиссии по депутатской этике.
С 1996 по 1997 год — начальник инспекции Счётной палаты РФ по контролю за расходами средств федерального бюджета в промышленности и энергетике. С февраля 1997 года был руководителем Федеральной службы РФ по обеспечению государственной монополии на алкогольную продукцию.
С января по июль 1998 года — председатель Государственного комитета РФ по обеспечению монополии на алкогольную продукцию. С июля 1998 года работал в должности заместителя руководителя Государственной налоговой службы РФ — начальника Управления по обеспечению государственной монополии на алкогольную продукцию и налоговых поступлений в этой сфере. Государственный советник налоговой службы (11.9.1998).
С марта 1999 года по май 2003 года — заместитель министра РФ по налогам и сборам. В мае 2003 года назначен заместителем председателя Центрального банка. В этой должности курировал вопросы административно-хозяйственной деятельности. В июне 2018 года вышел на пенсию.

### Семья
Женат; двое сыновей.

## Награды
- Орден «За заслуги перед Отечеством» IV степени (21 апреля 2008) — за заслуги в области экономики и финансовой деятельности и многолетнюю добросовестную работу[3]
- Почётная грамота Президента Российской Федерации (19 июня 2013) — за достигнутые трудовые успехи, многолетнюю добросовестную работу и активную общественную деятельность[4]